# نینیلچیک، آلاسکا
نینیلچیک (به انگلیسی: Ninilchik) شهری در بخش شبه‌جزیره کنای ایالت آلاسکا است که جمعیت آن در سرشماری سال ۲۰۰۰ میلادی ۷۷۲ نفر بوده‌است.